# Piz Cam
Der Piz Cam (Aus camp zu lateinisch campus für ‚Feld‘, im Gebirge auch ‚weite Fläche‘) ist ein Berg nördlich von Vicosoprano im Kanton Graubünden in der Schweiz mit einer Höhe von 2633 m ü. M. Die verhältnismässig leichte Erreichbarkeit und die gute Aussicht ins Bergell und ins Oberengadin macht den Piz Cam trotz seiner geringen Höhe zu einem lohnenden Ziel.

## Lage und Umgebung
Der Piz Cam gehört zur Piz-Duan-Gruppe, einer Untergruppe der Oberhalbsteiner Alpen. Der Gipfel befindet sich vollständig auf dem Gemeindegebiet von Bregaglia. Der Piz Cam wird im Nordwesten durch die Val da Cam, im Nordosten durch die Val Furcela und im Süden durch die Val Bregaglia eingefasst. Westlich des Gipfels liegt der Bergsee Lägh da Cam (2395 m ü. M.).
Zu den Nachbargipfeln gehören der Piz Duan (3135 m ü. M.) im Westen, der Piz Lizun (2549 m ü. M.) im Osten sowie Piz Mäder (3000 m ü. M.) und Piz Turba (3017 m ü. M.) im Norden.
Der am weitesten entfernte sichtbare Punkt vom Piz Cam befindet sich in südwestlicher Blickrichtung und ist die Cima Calescio (2035 m ü. M.) südlich von Bellinzona im Kanton Tessin. Die Distanz zum Piz Cam beträgt 50,3 km.
Talorte und häufige Ausgangspunkte sind Vicosoprano und Casaccia.

## Routen zum Gipfel

### Sommerrouten

#### Über den Nordgrat
- Ausgangspunkt: Casaccia (1458 m)
- Via: Val Maroz, westliche Furcelletta-Passhöhe (2374 m)
- Schwierigkeit: L, bis zur Furcelletta-Passhöhe als Wanderweg weiss-rot-weiss markiert
- Zeitaufwand: 3½ Stunden
- Bemerkung: Von der westlichen Furcelletta-Passhöhe folgt man dem Grat, wobei die Felsstufe unter P. 2481 einige Kletterei erfordert.

#### Via Lägh da Cam
- Ausgangspunkt: Vicosoprano (1067 m) oder Casaccia
- Via: Lägh da Cam (2395 m)
- Zeitaufwand: 4 Stunden
- Bemerkung: Über abschüssige Rasenhänge steigt man an beliebiger Stelle zum Gipfelgrat.

## Galerie

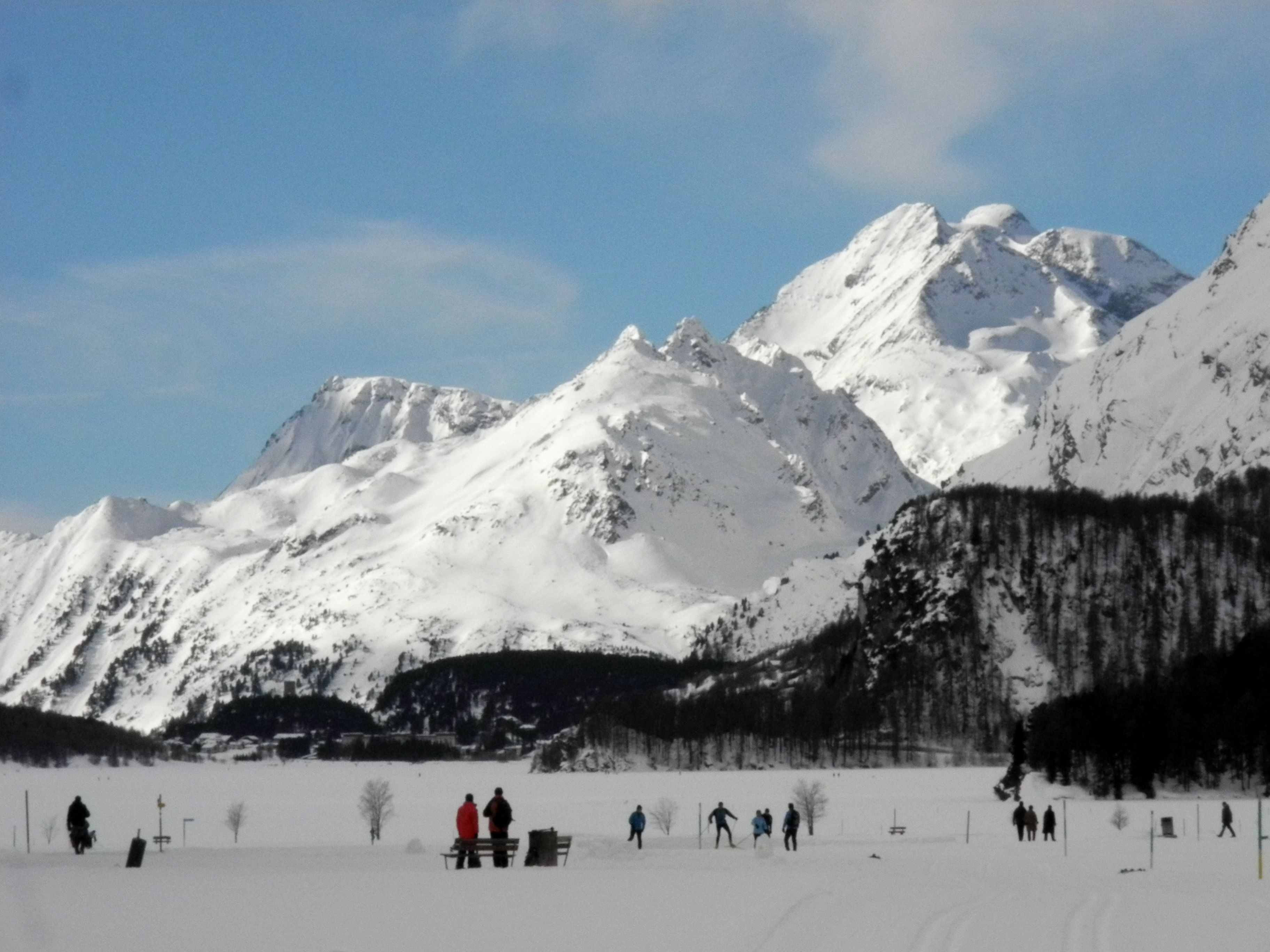
Ostwand des Piz Cam (links von Bildmitte), vom Silsersee aus fotografiert.
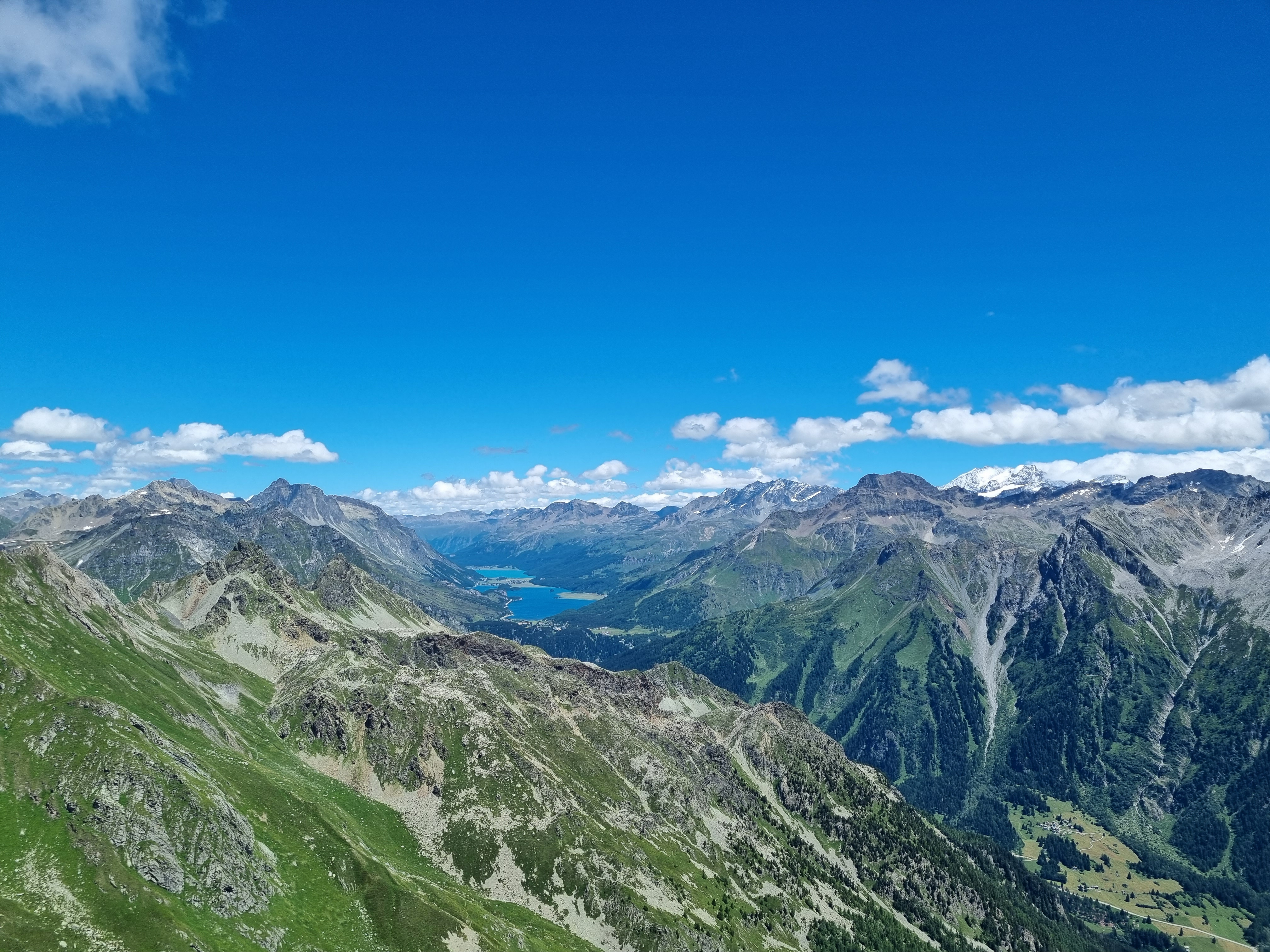
Blick Richtung Oberengadin zum Silsersee und Silvaplanersee.
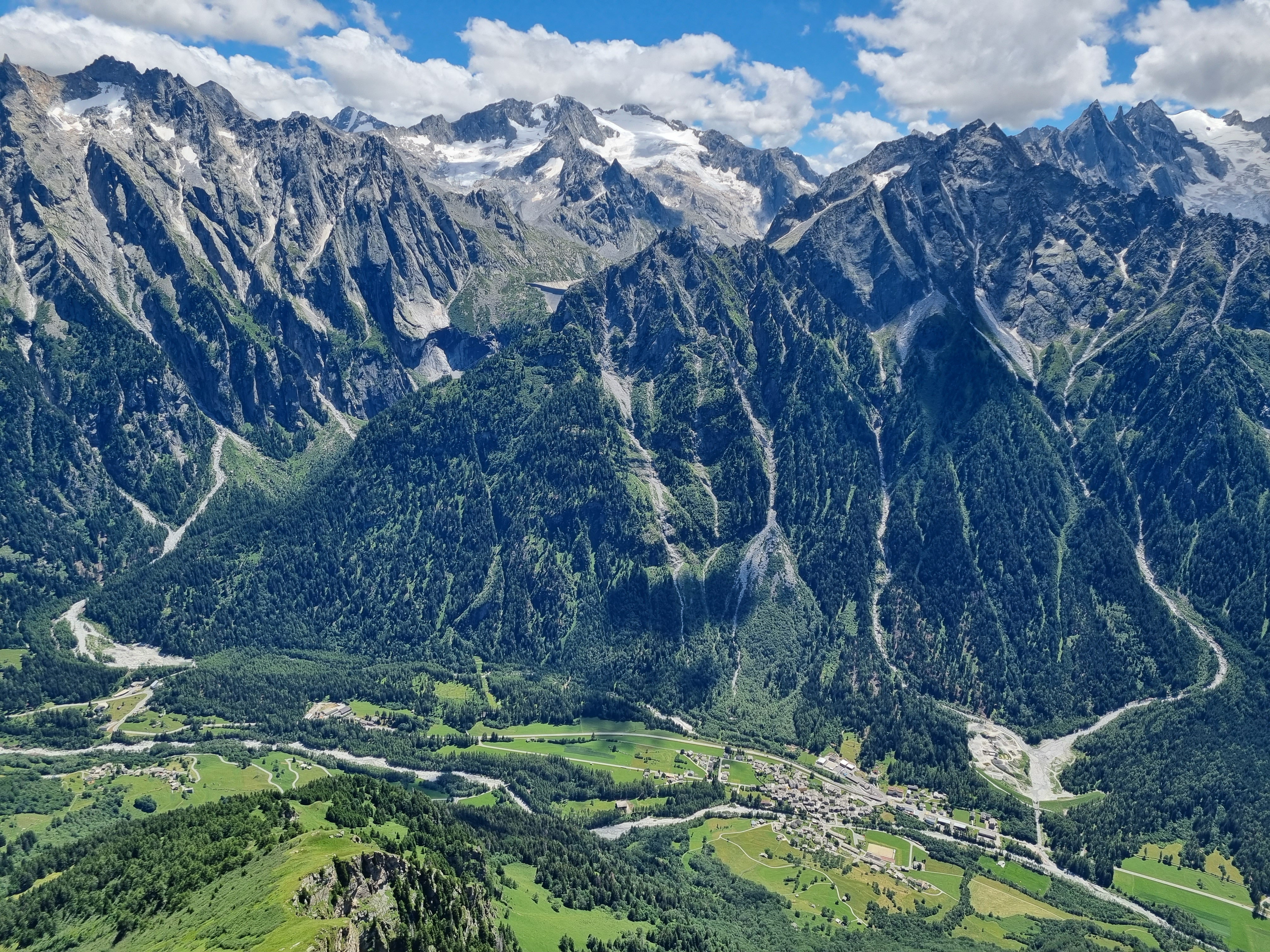
Im Tal das Dorf Vicosoprano, gegenüber der Albigna-Stausee.
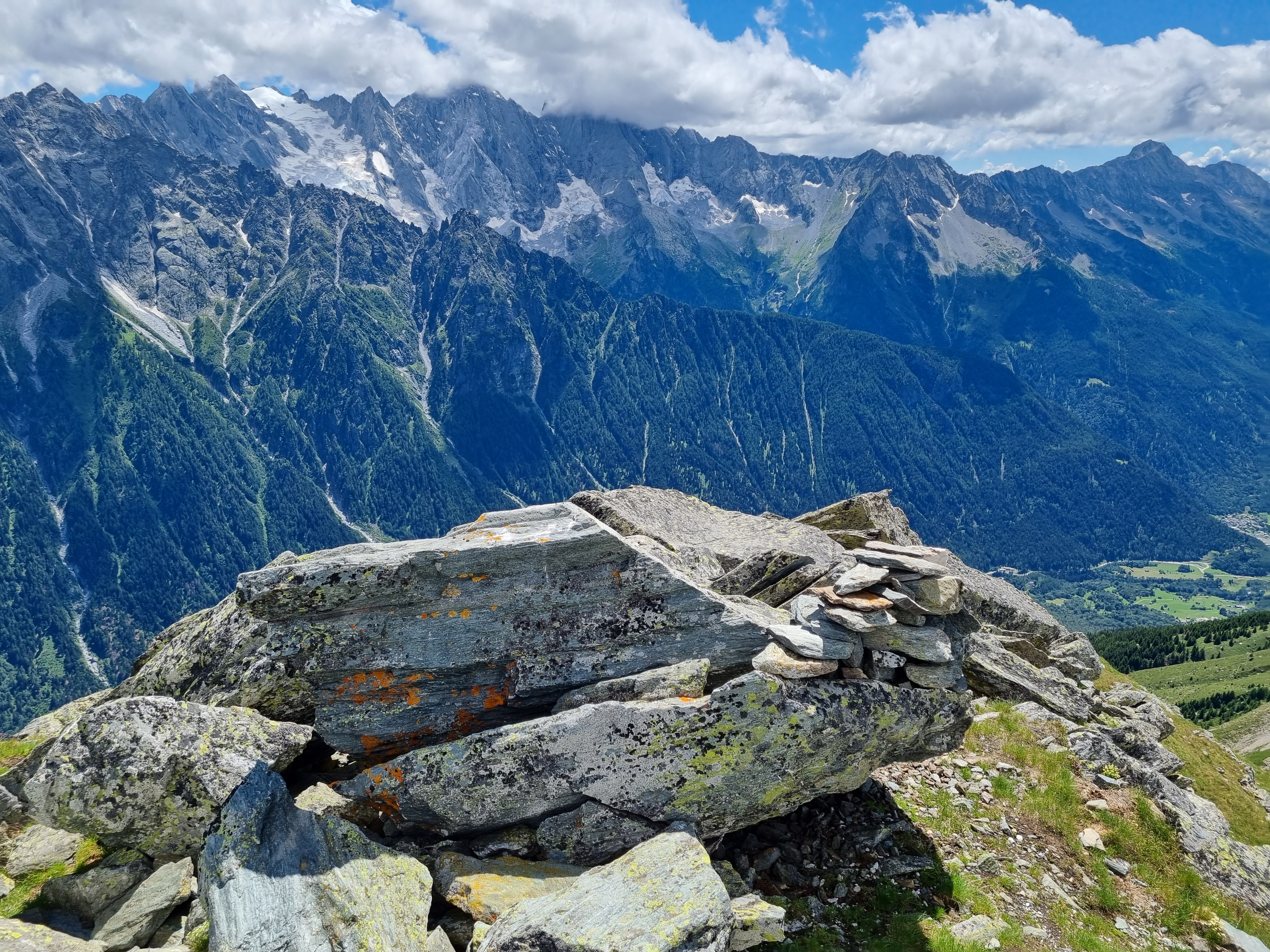
Gipfelbereich des Piz Cam.
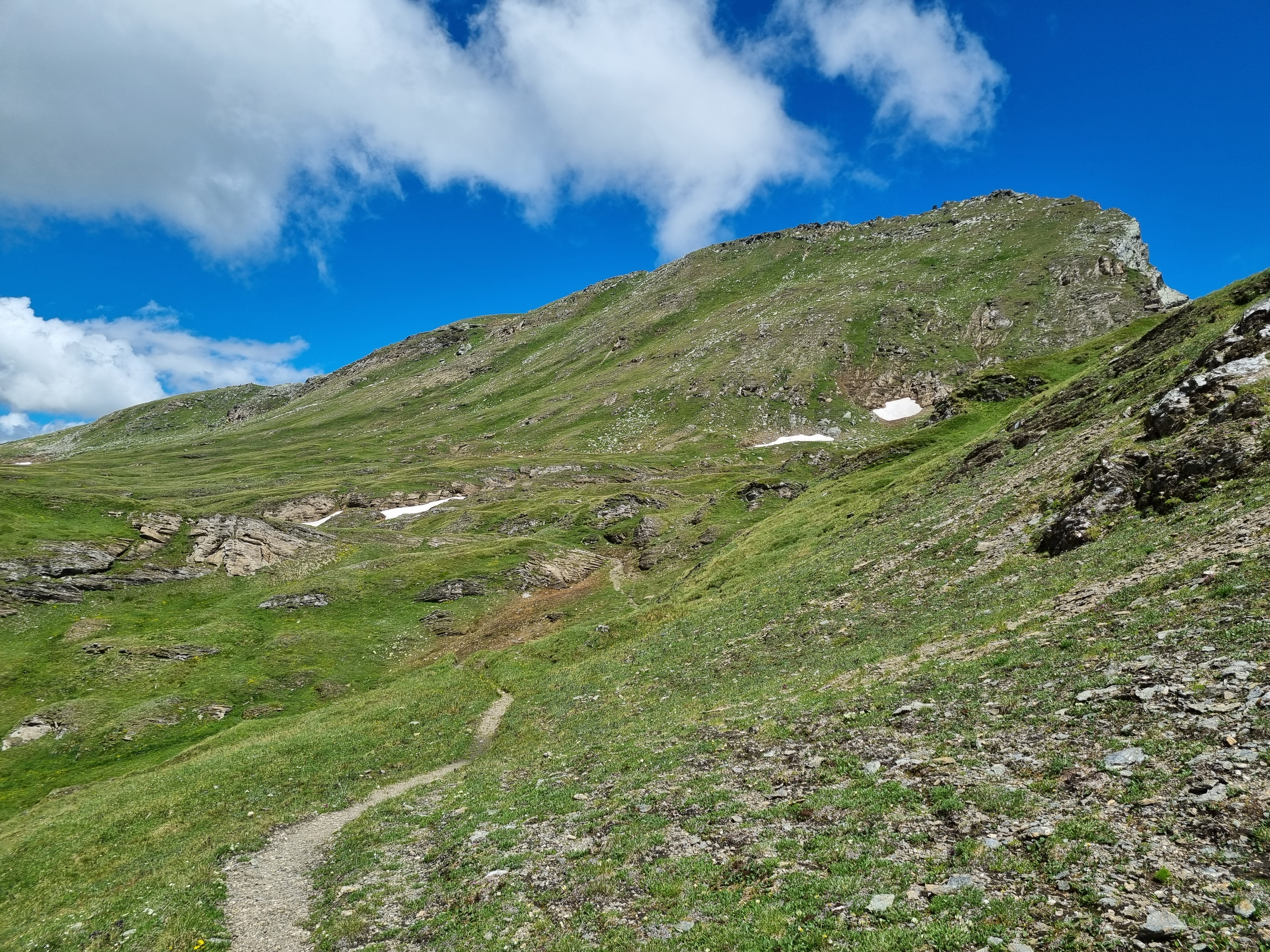
Blick nach Norden in die Val da Cam und zur Westflanke des Piz Cam.
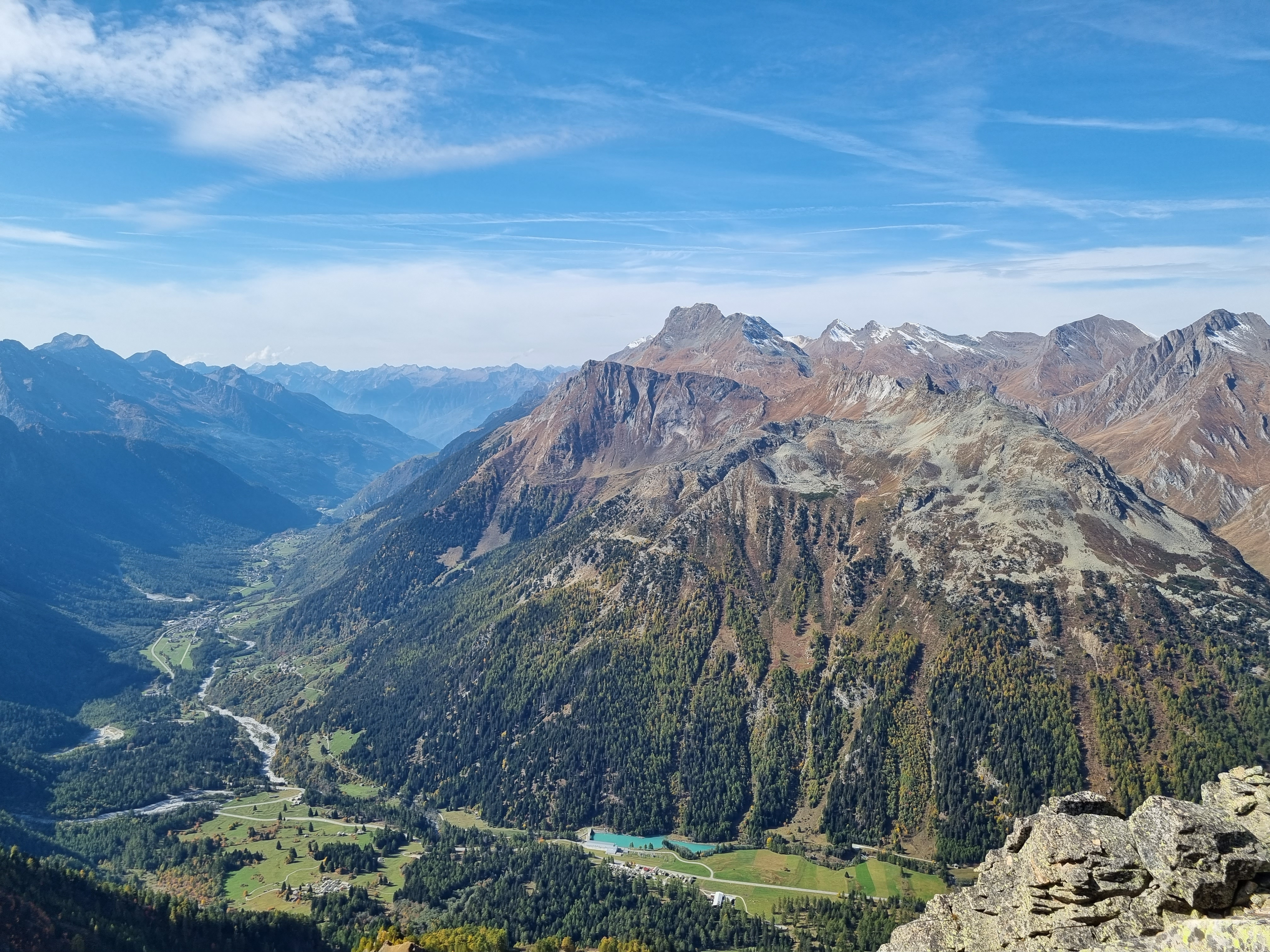
In der Bildmitte der Piz Cam mit seinem langgezogenen Gipfelgrat, aufgenommen vom Piz Salacina.
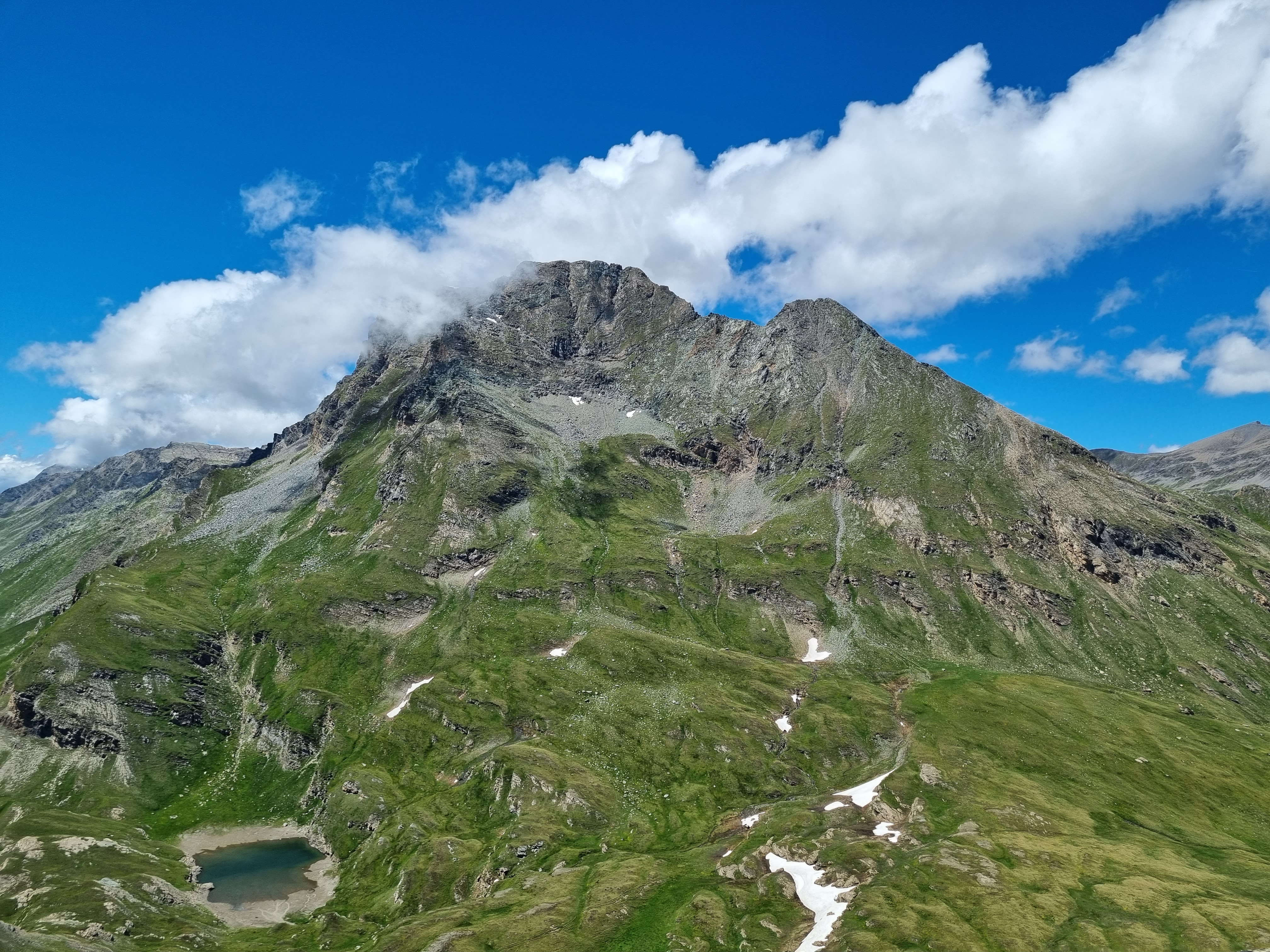
Die Südostflanke des Piz Duan, unten der Lägh da Cam.
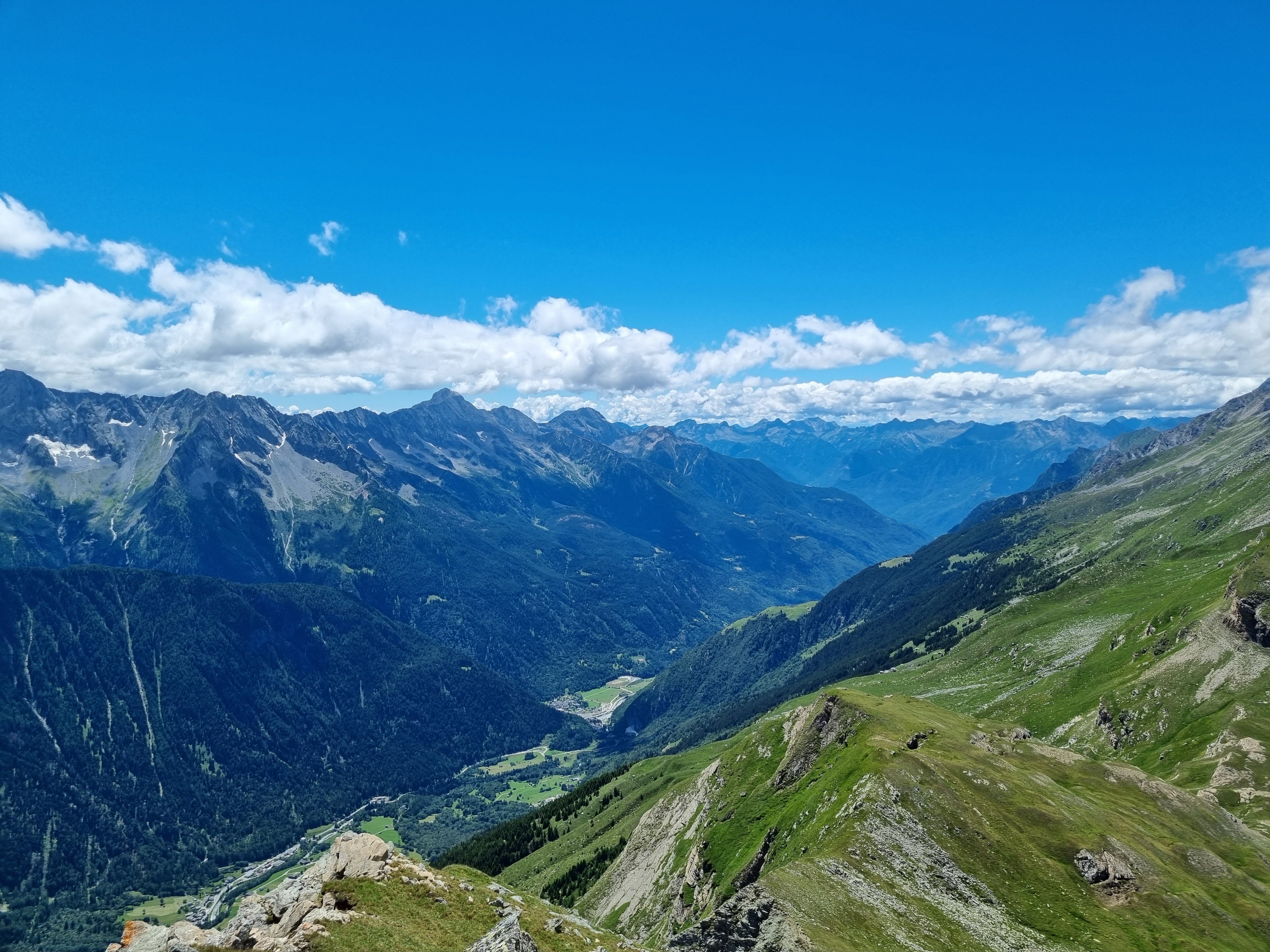
Blick nach Südwesten ins Bergell und Richtung Italien.